# 왕상 (희백)
왕상(王象, ? ~ ?)은 중국 후한 말 ~ 삼국 시대 위나라의 관료로 자는 희백(羲伯)이며 사례 하내군 사람이다.

## 행적
어려서 부모를 여의었고, 병주로 가 다른 사람의 종이 되었다.
17, 8세 즈음에 양을 치면서도 사사로이 책을 읽어 주인에게 매질을 당했다. 당시 병주로 피신해 있었던 같은 군 사람 양준이 왕상의 자질을 보고 기뻐하여 그를 사서 해방시켜 주었고, 혼인을 맺어주고 집까지 지어준 후 헤어졌다.
훗날 병주자사 양습이 주의 명사들을 천거할 때 상림·양준·왕릉·순위와 함께 발탁되었고, 조조는 모두 현장에 임명하였다. 건안 연간에 순위 등과 함께 당시 위의 태자이던 문제에게 예우를 받았다. 왕찬, 진림, 완우, 노수(路粹) 등이 모두 죽은 후의 신인들 중에서, 그 재주가 최고였다. 조위 황조가 성립된 후에는 산기시랑이 되었으며, 상시로 승진하고 열후가 되었다. 중국사 최초의 유서로 꼽히는 《황람》을 편찬하라는 조명을 받음과 함께 비서감을 겸했다.
황초 3년(222년), 문제가 남쪽으로 순행하면서 완(宛)에 이르렀는데 저자에 활기가 없었다. 당시 백관들에게 군현에 간여하지 말라는 조서가 왔었는데, 완령(宛令)이 조서를 이해하지 못하고 저자 문을 닫았다. 문제는 대노하여 완령과 남양태수 양준을 체포했다. 문제가 상서에게 “명제는 이천석(二千石) 몇을 죽였는가?”라고 묻는 것을 본 왕상은, 문제가 양준을 살려두지 않을 것을 알고 그의 앞에서 피가 얼굴에 흐르도록 머리를 찧으면서 양준의 처벌을 죽음에서 하나 감해 주기를 청했다. 문제가 답하지 않고 형을 집행하려 들어가려 하자, 왕상은 문제의 옷자락을 잡았다. 이에 문제는 왕상을 돌아보고 말했다.
| “ | 나는 경과 양준 사이의 일을 안다. 오늘 내가 경의 말을 들으면, 이는 나를 무시하는 것이다. 경은 정녕 양준을 무시하겠는가, 나를 무시하겠는가? | ” |

왕상은 더 설득하기를 포기하고 돌아갔으며, 양준은 결국 죽었다. 왕상은 양준을 살려줄 수 없었음을 한탄하여, 결국 병이 나 죽었다.

## 출전
- 진수, 《삼국지》 권23 화상양두조배전